# Euro-Islã

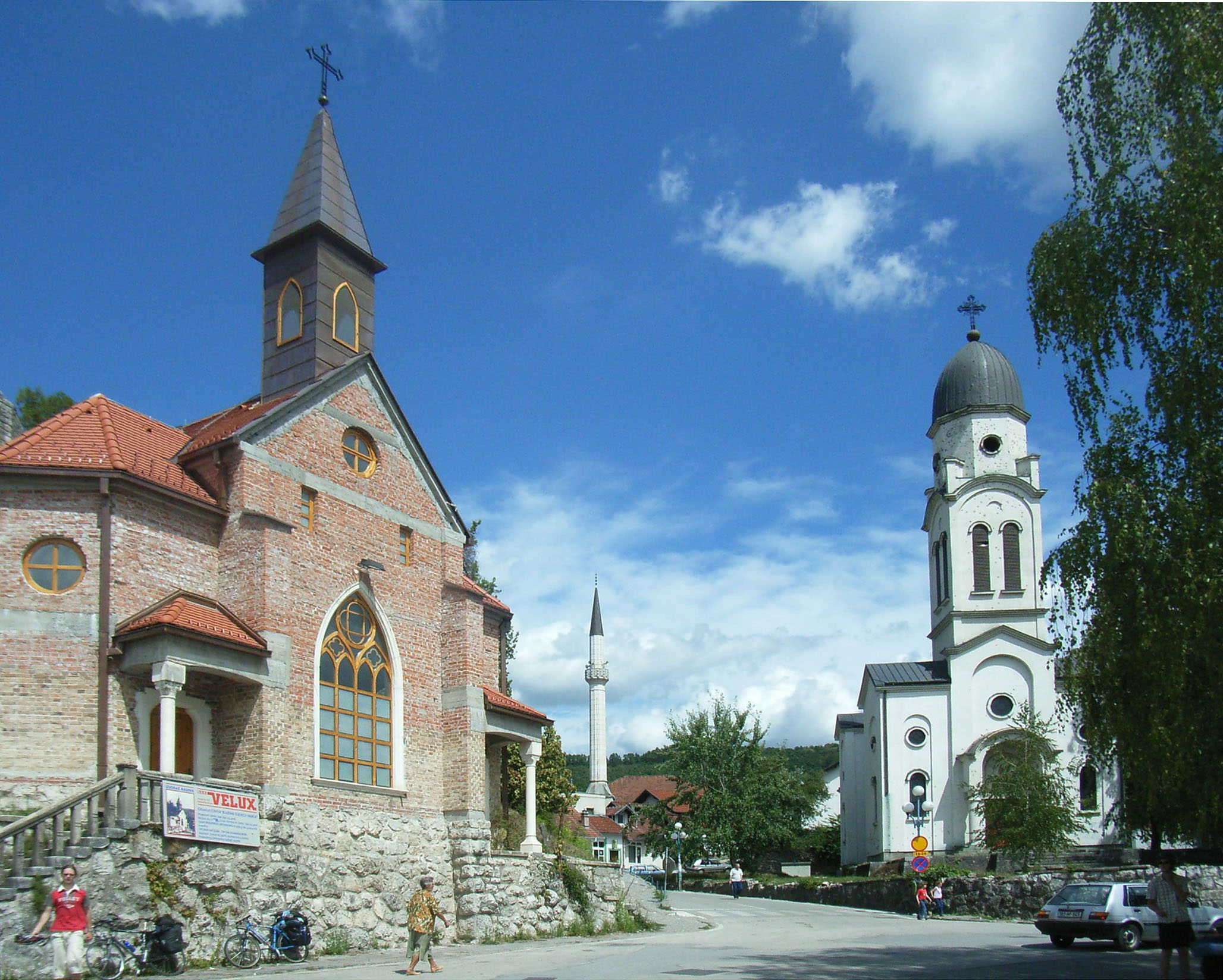
Uma igreja católica romana, uma igreja ortodoxa oriental e uma mesquita muçulmana estão localizadas na mesma praça em Bosanska Krupa, Bósnia e Herzegovina.

Euro-islã é uma nova hipótese de ramo do Islã que historicamente teve origem e se desenvolveu entre os povos europeus dos Bálcãs (Albânia, Bósnia e Herzegovina, Kosovo e Turquia) e alguns países do Leste Europeu com minorias muçulmanas significativas (Bulgária, Montenegro, Macedônia do Norte e algumas repúblicas da Rússia) que constituem grandes populações de muçulmanos europeus.Populações muçulmanas historicamente significativas na Europa incluem os ascális, egípcios dos Balcãs, goranos, torbeshis, pomaks, bósnios, chechenos, albanezes muçulmanos, ingushs, gregos muçulmanos, vallahades, romani muçulmanos, turcos dos Balcãs, turco-cipriotas, turcos cretenses, yörüks, tártaros do Volga, tártaros da Crimeia, tártaros de Lipka, cazaques, gajals e megleno-romenos de Notia, que hoje vivem na Turquia, embora a maioria seja secular. Os termos "Islã europeu" e "euro-Islã" foram originalmente introduzidos em uma conferência presidida por Carl E. Olivestam, professor sênior da Universidade de Umeå, em Birmingham em 1988, e subsequentemente publicados no manual sueco: Kyrkor och alternativa rörelser ("Igrejas e Movimentos Alternativos"). O "Islã europeu" define o debate em curso sobre a integração social das populações muçulmanas em países da Europa Ocidental, como França, Alemanha, Reino Unido e Países Baixos. Há três estudiosos islâmicos que participam do debate sobre "euro-Islã": Enes Karić, Bassam Tibi e Tariq Ramadan, que adotaram o termo na segunda metade da década de 1990, mas o usam com significados diferentes. Os principais estudiosos ocidentais não muçulmanos de ciência política e/ou estudos islâmicos envolvidos no debate sobre "euro-Islã" são Jocelyne Cesari, Jørgen S. Nielsen e Olivier Roy.

## Defensores

### Bassam Tibi
O sírio-alemão Bassam Tibi é considerado o criador original do termo "Euro-Islã", que ele utilizou pela primeira vez em seu artigo de 1992, Les conditions d'une "Euro-Islam", publicado em 1995, para descrever um tipo de Islã que abraça os valores políticos ocidentais, como democracia liberal, pluralismo religioso, secularismo, tolerância e separação entre religião e Estado. Ele argumenta que os muçulmanos na Europa devem criar uma forma específica de Islã que possa coexistir com os valores europeus. O termo reflete um conceito para a integração dos muçulmanos como cidadãos europeus, frequentemente pressupondo uma interpretação liberal e progressista com base na ideia de europeização do Islã. Tibi se distancia dos islamistas, que rejeitam o euro-Islã; ele estima que eles representem de 3 a 5% dos muçulmanos atualmente vivendo na Europa. Ele diz, no entanto, que são uma minoria perigosa, pois desejam "sequestrar" a comunidade muçulmana e outros valores da sociedade civil. Mais precisamente, Tibi busca dissociar seu raciocínio sobre o euro-Islã daquele de Tariq Ramadan, a quem ele considera um rival dentro do Islã na Europa.

### Tariq Ramadan
Tariq Ramadan é erroneamente considerado um dos criadores do termo "Islamismo Europeu". Ramadan defende a criação de uma nova identidade europeia-muçulmana em seu livro To Be a European Muslim (1999). Ele exige a participação dos muçulmanos na vida social e cultural em conformidade com a cultura europeia e ética muçulmana, e diz que os muçulmanos devem se dissociar da Arábia Saudita e do terrorismo islâmico. Ele também acredita que os muçulmanos europeus "precisam separar os princípios islâmicos de suas culturas de origem e ancorá-los na realidade cultural da Europa Ocidental". No entanto, Ramadan afirma que "os europeus também devem começar a considerar o Islã como uma religião europeia."

### Maria Luisa Maniscalco
Maria Luisa Maniscalco, professora de Sociologia na Universidade de Roma Tre, em seu livro "Islã Europeu. Sociologia de um encontro", considera que em um processo de "europeização" dos muçulmanos e "islamização" da Europa, as direções de mudança são diversas. Enquanto o direito da família, o status das mulheres, a liberdade religiosa, a justiça social e as leis criminais ainda são áreas de grande controvérsia dentro do Islã, na Europa e em outros lugares, e em comparação com as sociedades europeias, tentativas de islamizar a modernidade realizadas em território europeu e em diálogo com a Europa expressam criatividade e capacidade de inovação. Segundo Maniscalco, quando diferentes segmentos do mundo muçulmano na Europa se propuserem e agirem como "minorias ativas", sendo capazes de assumir a liderança e fornecer um novo ímpeto para um encontro dinâmico e positivo, isso será significativo para o futuro da Europa.

### Xavier Bougarel
Xavier Bougarel, pesquisador do Centre National de la Recherche Scientifique, na Unidade de Estudos Otomanos e Turcos, acredita que os muçulmanos dos Bálcãs estão desempenhando um papel importante na evolução do Islã na Europa em direção a um Islã europeu. Com a possível ampliação da União Europeia em direção aos Bálcãs, cerca de oito milhões de muçulmanos se tornariam cidadãos da UE, dobrando o número de muçulmanos no bloco da UE-27. Bougarel explora o Islã dos Bálcãs, muitas vezes chamado de "Islã europeu", porque resultou de uma indigenização e secularização em oposição a "um Islã não europeu" que incorpora não apenas os países predominantemente muçulmanos, mas também as populações muçulmanas recém-estabelecidas na Europa Ocidental. Xavier Bougarel propõe substituir essas visões culturalistas por uma comparação precisa levando em conta as nuances das realidades do Islã na Europa Ocidental e nos Bálcãs.

### Jocelyne Cesari
Jocelyne Cesari, professora de Religião e Política e diretora de Pesquisa no Edward Cadbury Centre, da Universidade de Birmingham, além de presidente da Academia Europeia de Religião, diz que enquanto o Islã é percebido como colidindo com os valores seculares europeus, "o Islã é simplesmente uma religião". Segundo Cesari, os muçulmanos precisam revelar o "verdadeiro rosto tolerante do Islã, mostrar sua diversidade e revelar ao mundo que um intelectual como Muhammad Abduh é o melhor exemplo de um pensador moderno".
Cesari fala da secularização das práticas islâmicas individuais e das instituições islâmicas, bem como dos esforços que os muçulmanos estão fazendo para manter a relevância dos sistemas legais islâmicos e o que ela chama de "jihad de gênero". Ela acredita que o Islã deveria ser integrado à cultura europeia e que a cultura islâmica deveria ser adicionada aos currículos educacionais da Europa. Ela também já ocupou cargos como pesquisadora associada no Centro de Estudos do Oriente Médio, na Universidade Harvard e diretora do Islamopedia Online.

### Jørgen S. Nielsen
Jørgen S. Nielsen, professor de Estudos Islâmicos na Universidade de Copenhague, diz que "europeizar" o Islã "requer mudanças nas relações entre os sexos, nas relações entre pais e filhos, mudanças significativas nas atitudes em relação a pessoas de outras religiões e nas atitudes em relação ao Estado". Nielsen acredita que isso está acontecendo. Enquanto apenas uma minoria de muçulmanos está se assimilando completamente à cultura secular europeia, "a maioria está mantendo sua religião, mas divorciando-a da tradição cultural e recontextualizando-a em uma nova cultura". Nielsen também argumenta que o surgimento de um Islã europeu não está apenas ligado às comunidades muçulmanas na Europa, mas também às estruturas herdadas da sociedade europeia e do Estado.

### Outras abordagens para integração

#### Robert S. Leiken
Robert S. Leiken diz que tanto os métodos de multiculturalismo quanto de assimilação falharam e que uma política de integração ainda precisa ser desenvolvida, algo que não acontecerá da noite para o dia.

## Proposta da Comissão Europeia
Após os ataques fracassados com carros-bomba em Londres e o ataque fracassado ao Aeroporto Internacional de Glasgow, em junho de 2007, a Comissão Europeia começou a reunir ideias sobre como combater o Islã radical e criar um "Islã europeu", ou seja, um Islã mais tolerante que seja uma ramificação mais "europeia" da fé. O comissário de assuntos internos da UE, Franco Frattini, também enviou um questionário com 18 perguntas perguntando aos Estados membros da UE como eles lidam com a radicalização violenta, principalmente relacionada a uma interpretação abusiva do Islã. Além disso, o Sr. Frattini quer promover e avançar na ideia de estabelecer um chamado "Islã europeu" ou "Islam de l'Europe" – algo sugerido pelo então ministro do interior da França, Nicolas Sarkozy, em 2006.